# Stevenia socotrensis
Stevenia socotrensis är en tvåvingeart som beskrevs av Crosskey 1977. Stevenia socotrensis ingår i släktet Stevenia och familjen gråsuggeflugor.
Artens utbredningsområde är Socotra. Inga underarter finns listade i Catalogue of Life.